# Елена Атанасова (актриса)
 Тази статия е за актрисата Елена Атанасова.  За просветната деятелка вижте Елена Атанасова (просветна деятелка).  
Елена Атанасова е българска филмова и театрална актриса.

## Кратка биография
Елена Светозарова Атанасова е родена на 4 септември 1977 г. в София. Баща ѝ Светозар Атанасов е бил режисьор в БНТ. Завършва Театралната паралелка на 22 гимназия в София и НАТФИЗ „Кръстьо Сарафов“ със специалност „Актьорско майсторство за драматичен театър“ през 2000 г. Тя е едно от знаковите лица на Пловдивския театър, където работи седем години. Понастоящем играе в Сатиричния театър.

## Театрални роли
- „Крал Лир“ – ролята на Регана, реж. Стайко Мурджев, ДТ Пловдив.
- „Секс без захар“ – ролята на Матея, реж. Борислав Петранов и Щефан Флеминг, ДТ Пловдив.
- „Праехидно“ – ролята на проехидната, реж. Гергана Димитрова, Архитектурно студио „Suspacious“.
- „Тишина, моля“ – ролята на Доти Отли, реж. Борис Панкин, ДТ Пловдив.
- „Когато гръм удари“ – ролята на Базилик, реж. Стайко Мурджев, ДТ Пловдив.
- „Правилата на играта“ – ролята на момиче 2, реж. Димитър Стефанов, Mладежки театър „Николай Бинев“.
- „Площад Синева“ – ролята на Мерседес, реж. Борис Панкин, ДТ Пловдив.
- „Праехидно“ – ролята на проехидната, пърформанс-четения на нова българска драма в несценични пространства.
- „Оркестър без име“ – ролята на Рени, реж. Борис Панкин, мюзикъл в ДТ Пловдив.
- „Балът на крадците“ – ролята на Ева, реж. Тиери Аркур, НТ „Иван Вазов“.
- „Опасни игри“ – ролята на Дороти, реж. Надя Асенова, НДТ „Сълза и смях“.
- „Коледна песен“ – ролята на г-жа Пирибингъл, реж. Венко Методиев, РДТ Смолян.
- „Двубой“ – ролята на г-жа Трифкович, реж. Ники Априлов, мюзикъл във Варненската опера.
- „Идеалният мъж“ – ролята на мисис Марчмънт, реж. Тиери Аркур, НТ „Иван Вазов“.
- „Преспанските камбани“ – ролята на Ташка Утката, реж. Христо Христов, НДТ „Сълза и смях“.
- „Ах, този джаз“ – ролята на Рима Джоунс, реж. Борис Панкин, НТ „Иван Вазов“.
- „Тишина, моля“ – ролята на г-жа Клакет, реж. Борис Панкин, Родопски драматичен театър – Смолян.
- „Автопортрети за разпознаване“ – ролята на Севда, реж. Юлия Огнянова, Родопски драматичен театър – Смолян.
- „Апетит за череши“ – ролята на Магда, реж. Борис Панкин, Родопски драматичен театър – Смолян.
- „Рейс“ – ролята на влюбената, реж. Борис Панкин, Родопски драматичен театър – Смолян.
- „Перикъл“ – ролята на Таиса, реж. Невена Митева, ДТ „Рачо Стоянов“ – Габрово.
- „Свекърва“ – ролята на Дечка, реж. Петринел Гочев, Държавен сатиричен театър.
- „Сладурите“ – ролята на Надя, реж. Надя Асенова, ДТ „Рачо Стоянов“ – Габрово.
- „С любовта шега не бива“ – ролята на Камий, реж. Надя Асенова, ДТ „Рачо Стоянов“ – Габрово.
- „Дневникът на Бриджет Джоунс“ – ролята на Бриджет Джоунс, мултимедиен моноспектакъл, реж. Гергана Димитрова, Родопски драматичен театър – Смолян.
- „Жива вода“ – ролята на момичето, реж. Надя Асенова.
- „Елена Алтамура“ – ролята на Елена, реж. Невена Митева
- „Чудна птица – приказна царица“ – ролята на Тинка, реж. Надя Асенова, ДТ „Рачо Стоянов“ – Габрово.
- „Цианкалий 2000“ – ролята на Мери, реж. Михаел Шилхам, ДТ „Рачо Стоянов“ – Габрово.
- „Лемминг – нощта на гризачите“ – ролята на Дуняша, реж. Невена Митева, ДТ „Рачо Стоянов“ – Габрово.
- „Нощта на рокендрола“ – ролята на журналистката Хана, реж. Ивайло Христов, Театър 199.
- „Фрагменти от едно пълнолуние“ – ролята на Сара, реж. Ивайло Александров, ДТ Пазарджик.
- „Headstate“ – ролята на Тина, реж. Борис Панкин, клуб „Грамофон“.

участия със спектакъла „Дневникът на Бриджет Джоунс“ на фестивалите
- Фестивал на малките театрални форми – Враца (2003);
- Варненско лято (2003);
- Перперикон – Кърджали (2003).

## Телевизионни участия
- Участия в комедийното предаване „Аламинут“, btv.
- Рекламни клипове на Булбанк и Меско.
- Участия в телевизионното предаване Клуб НЛО на БНТ.
- Участия в клипове за БНТ.
- Член на младежкото европейско жури на XVI международен фестивал на любовното кино, гр. Монс, Белгия (2000).
- Участник в 12-ия сезон на предаването „Като две капки вода“ (2024).

## Филмография
- „Връзка“ (2022) - майката
- „Голата истина за група Жигули“ (2021) - служителка на бензиностанция
- „All Inclusive“ (2020 – 2023), сериал на NOVA, ролята на Марияна[6]
- „Магна Аура – изгубеният град“ (2008), реж. Ирина Попов, 13-сериен българско-германско-полски филм
- „Леден сън“ (2005), реж. Иван Георгиев - Петя
- „Шантав ден“ (2004), телевизионна новела за БНТ, реж. Силвия Пешева
- „Тя и той“ (2002 – 2008), сериал, btv и Fox life, реж. Станислав Тодоров-Роги
- Клиника на третия етаж (35-сер. тв, 1999, 2000, 2010) – (в 1 серия: XXIII)
- Нова приказка за стари вълшебства (1999) – Шарлота
- „Битката за Бяла Сълзлийка“ (1984), БНТ, реж. Светозар Атанасов
- „Адвокати и съдружници“, за FR2, реж. Александър Пиду
- „Анна П.“, френски филм за TV.ART, реж. Оливие Ланглоа
- „Черната Далия“, реж. Браян де Палма
- „Неутрална зона“, реж. Андрей Слабаков
- „Икона“, филм на ТВ ХОЛМАРК, реж. Чарли М. Смит
- „Българските сватби“, българо-испанска продукция, реж. Хавиер Санчес
- „И твоят ред ще дойде“, френско-българска продукция, реж. Хари Клевън за френска телевизия М6
- „Пепеляшка“, БНТ, реж. Зоя Касамакова
- „BG – невероятните разкази и истории на един съвременен българин“, БНТ, реж. Георги Дюлгеров и Светослав Овчаров за БНТ
- „Лирични сцени“ по операта на П. И. Чайковски „Евгений Онегин“, БНТ, реж. Светозар Атанасов
- „Златните години“, сериал, Раи Уно, реж. Бепе Чино

## Награди и номинации
- „Аскеер“ за изгряваща звезда за ролята на Бриджет Джоунс в мултимедийния моноспектакъл „Дневникът на Бриджет Джоунс“ (2003)[1]
- Номинирана за награда „Икар“ за водеща женска роля в пиесата „Хаос“ на Мика Миляхо в Театър 199, реж. Марий Росен (2020)[4]